# Муллакаево (Баймакский район)
Муллакаево (баш. Муллаҡай) — деревня в Баймакском районе Республики Башкортостан России. Относится к Кульчуровскому сельсовету.

## История

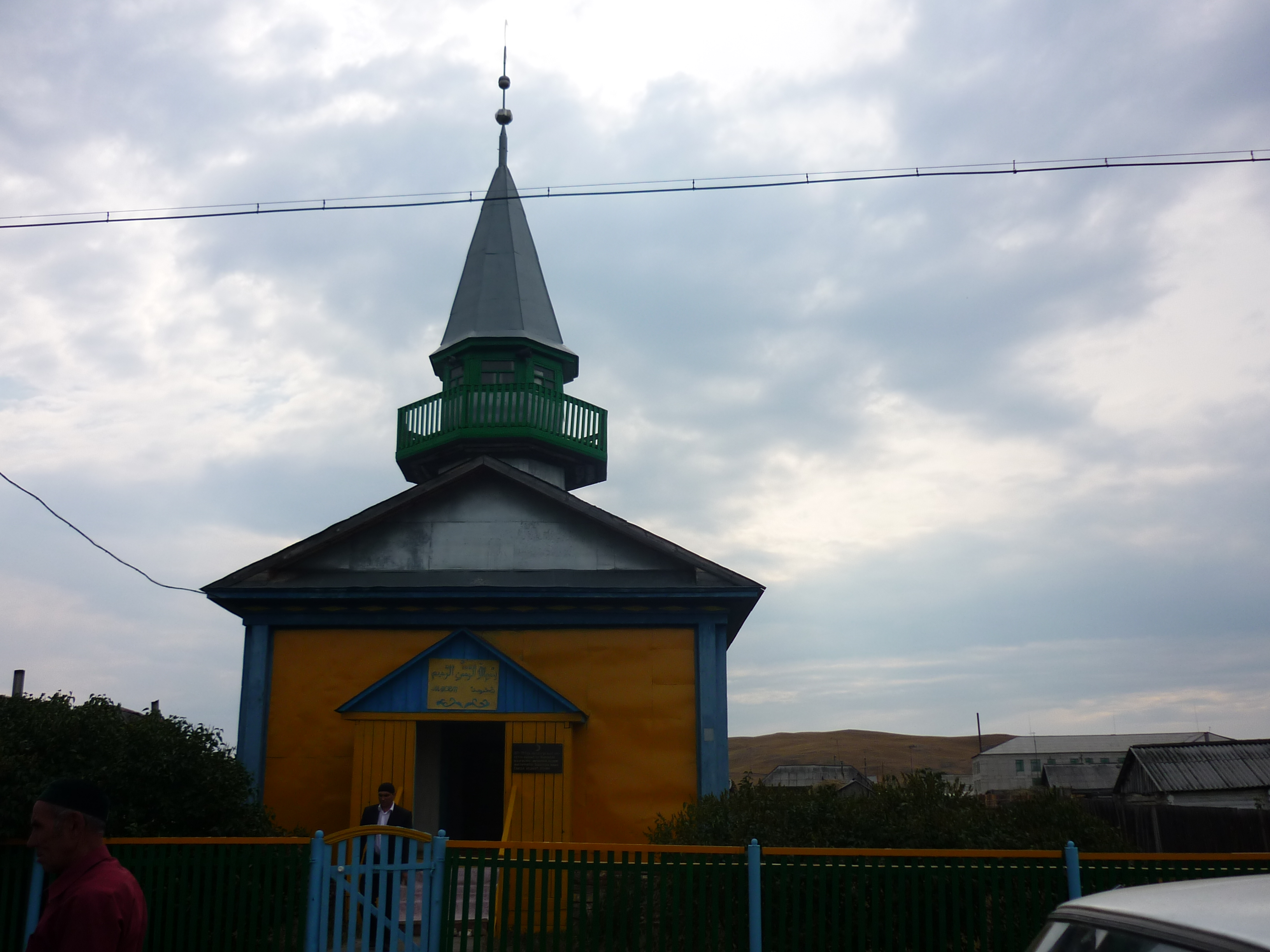
Мечеть в Муллакаево

Носит имя своего основателя Муллакая Ибракова. Это населённый пункт, выделившейся из д. Идрисово. Об этом говорят маятниковые переходы жителей из одной деревни в другую, зафиксированные документами. Так, например, в 1813 г. девять семей из Муллакаева переехало в Идрисово.
Деревня  относилась к Бурзянской волости. По итогам генерального межевания в 1795 г. муллакаевцы владели более 1 млн. десятины земли, в том числе земельные угодья Тангаурской и Карагай-Кипчакской волостей. Башкир-вотчинников  насчитывалось 4138 душ мужского пола.
Муллакаево входила в 1-ю юрту 6-го (с 1847 г. 7-го) башкирского кантона, в 1855-1863 гг. относилась к 2-й юрте 5-го (из 28) кантона, в 1863-1865 гг. к Муллакаевскому сельскому обществу (деревни Муллакаево, Идрисово, Кульчурово, Байрамгулово) 3-й Бурзянской волости с центром в д. Темясово 2-го (из 11) Верхнеуральского кантона.
По реформе 1865 г. башкиры-полуказаки были отнесены к категории сельских обывателей, т. е. крестьян. Деревней управлял староста. В 1866 г. Муллакаево находилось на территории 3 стана (полицейский участок) образованного Орского уезда.
Жители деревни занимались скотоводством. По VIII ревизии 1834 г. на 54 двора с 356 жителями приходилось 339 лошадей, 400 коров, 199 овец и лишь 2 козы. 45 кибиток кочевало летом в Уральских горах по рекам Тавлы, Упе, Бутар, Сапсал и Сакмаре. В 1840-х годах на всех засевали 96 пудов озимого и 384 пуда ярового хлеба.
В деревне действовало Муллакаевское медресе (1837—1924).
В 1919 г. деревня была в составе Бурзян-Тангаурского, с 1922 г. — Зилаирского кантонов, с 1930 г. — Баймакского района с центром в рабочем поселке Баймак-Таналыково.

## Географическое положение
Находится на правом берегу реки Сакмары.
Расстояние до:
- районного центра (Баймак): 43 км,
- центра сельсовета (Кульчурово): 4 км,
- ближайшей железнодорожной станции (Сибай): 88 км.

## Население
| 2002 | 2009 | 2010 |
| ---- | ---- | ---- |
| 518  | ↘513 | ↘475 |

Согласно переписи 2002 года, преобладающая национальность — башкиры (100 %).

## Известные уроженцы
- Багуманов, Асылгужа Ишемгужевич (1945—2005) ― башкирский писатель, публицист и переводчик[5].